# Борис Беле
Борис Беле (Грачац, 18. април 1949) је словеначки певач и композитор. Познат је као један од фронтмена групе Булдожер. Пре него што је био фронтмен, свирао је гитару. Рођен је као дете војног лица, што је преточио у песми Војно лице на албуму Ноћ из 1995.

## Каријера
Каријеру је започео у групи Синови да би прешао у групу Седам светлобних лет. Са том групом је наступао на фестивалу Бум 1974. године у Љубљани. Након што је упознао Марка Брецеља, формира најпознатији бенд Булдожер.
Након одласка Брецеља, Беле долази на место главног вокала. Највећи хитови Булдожера са њим били су Словињак панк, Жене и мушкарци, Смрт Џима Морисона, Волио сам Ену Словенку...

## Дискографија

### Са групом Булдожер
- Излог јефтиних слаткиша (1980, Хелидон)
- Рок енд роул олстарс бенд (1981, Хелидон)
- Ако сте слободни вечерас (1982 уживо, Хелидон)
- Невино срце (1983, Хелидон)
- Ноћ (1995, Хелидон)